# VRML

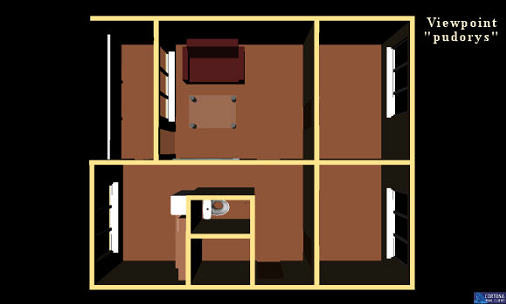
Plano de un apartamento diseñado en VRML.

El lenguaje de modelado de realidad virtual o VRML (sigla del inglés Virtual Reality Modeling Language) es un formato de archivo normalizado que tiene como objetivo la representación de escenas u objetos interactivos tridimensionales diseñado particularmente para web. Se usa por medio de comandos en inglés, los cuales agregan y determinan las características.
El lenguaje VRML posibilita la descripción de una escena compuesta por objetos 3D a partir de prototipos basados en formas geométricas básicas o de estructuras en las que se especifican los vértices y las aristas de cada polígono tridimensional y el color de su superficie. VRML permite también definir objetos 3D multimedia, a los cuales se puede asociar un enlace de manera que el usuario pueda acceder a una página web, imágenes, vídeos u otro fichero VRML de Internet cada vez que haga clic en el componente gráfico en cuestión.
El Consorcio Web3D fue creado para desarrollar este formato. Su primera especificación fue publicada en 1995; la versión actual funcionalmente completa es la VRML 97 (ISO/IEC DIS 14772-1). 
VRML es la base en la que se ha desarrollado X3D (Extensible 3D Graphics).